# Kahiltna (rivière)
La rivière Kahiltna est un cours d'eau d'Alaska, aux États-Unis situé dans le borough de Matanuska-Susitna. C'est un affluent de la rivière Yentna, elle-même affluent de la rivière Susitna.

## Description
Longue de 60 milles (97 km), elle prend sa source au glacier Kahiltna, et coule en direction du sud-est pour se jeter dans la rivière Yentna à 53 milles (85 km) au nord-ouest d'Anchorage, dans le golfe de Cook.
Son nom indien a été référencé par le lieutenant Herron en 1899.

## Sources
- (en) « Kahiltna (rivière) », Geographic Names Information System